# Бакарац
Бакарац је насељено место у саставу града Краљевице у Приморско-горанској жупанији, Република Хрватска.

## Историја
До територијалне реорганизације у Хрватској налазио се у саставу старе општине Ријека.

## Становништво
На попису становништва 2011. године, Бакарац је имао 313 становника.

## Попис1991.
На попису становништва 1991. године, насељено место Бакарац је имало 274 становника, следећег националног састава:
| Попис 1991.‍  | Попис 1991.‍  | Попис 1991.‍ | Попис 1991.‍ | Попис 1991.‍ |
| ------------ | ------------ | ----------- | ----------- | ----------- |
|              |              |             |             |             |
| Хрвати       | Хрвати       |             | 252         | 91,97%      |
| Срби         | Срби         |             | 9           | 3,28%       |
| Словенци     | Словенци     |             | 5           | 1,82%       |
| Муслимани    | Муслимани    |             | 3           | 1,09%       |
| Италијани    | Италијани    |             | 1           | 0,36%       |
| Југословени  | Југословени  |             | 1           | 0,36%       |
| Мађари       | Мађари       |             | 1           | 0,36%       |
| неопредељени | неопредељени |             | 2           | 0,72%       |
| укупно: 274  |              |             |             |             |